# Acutangulus neglectus
Acutangulus neglectus är en mångfotingart som beskrevs av Carl 1903. Acutangulus neglectus ingår i släktet Acutangulus och familjen Rhachodesmidae. Inga underarter finns listade i Catalogue of Life.